# Lutte du Larzac

Logo du mouvement, représentant une cardabelle rouge.

La lutte du Larzac (Luta del Larzac en occitan) est un mouvement de désobéissance civile non violente contre l'extension d'un camp militaire sur le causse du Larzac qui dura une décennie, de 1971 à 1981, et qui se solda par l'abandon du projet sur décision de François Mitterrand, nouvellement élu président de la République.
L'opposition s'est d'abord organisée autour de 103 paysans locaux qui se sont soulevés contre l'expropriation de leurs terres à la suite du projet du ministre de la Défense, Michel Debré (UDR), sous la présidence Pompidou, d'agrandir le camp militaire du Larzac de 3 000 à 17 000 hectares, ce qui aurait concerné une douzaine de communes. En 1973, cinq ans après mai 1968, entre 60 000 et 100 000 personnes de différents courants convergèrent vers le Larzac pour soutenir les paysans et former un mouvement hétéroclite qui livrera une « guerre d'usure » aux pouvoirs publics. Les rassemblements et le réseautage national résultant de la convergence des luttes au Larzac seront le terreau de ce qui sera plus tard connu comme le mouvement altermondialiste français.

## Contexte global
Deux villages emblématiques sont devenus célèbres pour les mêmes raisons deux ans avant le combat des paysans du Larzac contre l'extension du camp militaire. Les agriculteurs résistant au projet de super-station de ski à Cervières (Hautes-Alpes) et les bergers du village sarde d'Orgosolo, contraints de transférer leur bétail à cause d'un champ de tir font figure de précurseurs à la lutte du Larzac.
À Orgosolo, la mobilisation a causé le retrait du projet en seulement trois jours. Le prestige découlant de cette victoire relance la peinture murale dans une soixantaine de villages où avait lieu la transhumance en Sardaigne. Le « mouvement muraliste » d'origine mexicaine, porté par cette révolte des bergers sardes et qui s'est diffusé dans ces villages est devenu une importante attraction pour les visiteurs de la région, contribuant au tourisme en Sardaigne.
À Cervières (Hautes-Alpes), la mobilisation des agriculteurs et éleveurs emporte aussi la victoire après des manifestations et le soutien du vulcanologue Haroun Tazieff, avec l'abandon du projet de station de ski.

## Décennie de lutte

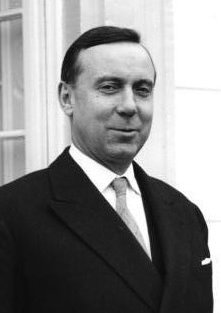
Le ministre Michel Debré, instigateur du projet d'extension du camp, a été l'objet de plusieurs slogans comme « Debré ou de force, nous garderons le Larzac »

### Divulgation du projet
Le 11 octobre 1970, lors d'un congrès de l'Union des démocrates pour la république (UDR), parti alors au pouvoir, à La Cavalerie, André Fanton, secrétaire d'État à la Défense nationale, avait déjà évoqué une probable extension du camp militaire. Le député de l'Aveyron Louis-Alexis Delmas, en pleine campagne électorale pour l'UDR déclare dans le journal Le Monde du 6 mars 1971 : « Pour Millau, qui a du mal à survivre, l'extension du camp est sans doute la dernière chance ». La liste UDR, qui soutient le projet d'extension, remporte les élections municipales du 14 et 21 mars. Rapidement, la résistance s'organise.
Le 28 octobre 1971, Michel Debré, ministre de la défense nationale à ce poste depuis le début de la présidence de Georges Pompidou en 1969, annonce formellement dans un entretien télévisé l'agrandissement du camp du Larzac, portant sa superficie de 3 000 à 17 000 hectares (de 30 à 170 km2), concernant douze communes aux alentours de La Cavalerie et nécessitant l'expropriation partielle ou totale de leurs terres des familles d'agriculteurs. 17 000 hectares représentent plus d'un sixième des 100 000 hectares de la totalité des Causses du Larzac. Son argumentation dans les mois suivants présentera une « extension modérée » qui sera « non seulement très utile à la défense nationale […] » mais apportera à la région du Larzac un « apport économique positif » comme l'amélioration de l'électrification rurale, de l'adduction d'eau et de la voirie. L'extension du camp d'entraînement militaire, qui existe depuis 1902, est justifiée par la saturation des capacités d'accueil des camps militaires ainsi que par la volonté de disposer d'une force militaire proche du plateau d'Albion, lieu du site de lancement de missiles nucléaires sol-sol balistiques de la force de dissuasion nucléaire française.

« Qu'on le veuille ou non, la richesse agricole potentielle du Larzac est quand même extrêmement faible. Donc je pense qu'il était logique de considérer que l'extension du Larzac ne présentait que le minimum d'inconvénients. Alors la contrepartie c'est le fait qu'il y a quand même quelques paysans, pas beaucoup, qui élevaient vaguement quelques moutons, en vivant plus ou moins moyen-âgeusement, et qu'il est nécessaire d'exproprier »

— André Fanton, secrétaire d'État à la Défense.
Les autorités sont d'autant plus motivées à procéder à cette extension à cet endroit que le Larzac était une région très peu peuplée : elle a été durement touchée par l'exode rural et a perdu les deux tiers de sa population entre 1866 et 1968. Les autorités affirment qu'il n'y a que 23 exploitations peu rentables qui devront être totalement expropriées et que leurs propriétaires seront relogés et indemnisés. Les paysans concernés arguent que les données des autorités sont datées et qu'elles ne prennent pas en compte l'arrivée des « néo-ruraux » qui, depuis 1965, rénovent des fermes laissées quasiment à l'abandon, en en améliorant le rendement. En outre, la méthode de comptage ne concerne que les propriétés totalement expropriées, sans compter celles où on laisse un lieu de vie pour les habitants en expropriant leur terrain de travail, ce qui concernerait en tout entre cinquante et soixante exploitations.
De fait, en 1971 environ 90 000 moutons étaient en pâturage sur le plateau ; un cinquième du cheptel, près de la moitié de la production de lait concernant 108 paysans étaient menacés par le projet d'extension. En outre, les éleveurs de brebis et producteurs de roquefort, attachés à leur ruralité, contestent que l'agrandissement du camp soit créateur d'emplois parce qu'« il s'agit que d'un camp d'entraînement où les unités ne feront que passer » et doutent de quelconques retombées positives.

### Premières manifestations et serment des 103
La première manifestation d'envergure a lieu le 6 novembre 1971 à Millau où 6 000 personnes se rendent à l'appel des fédérations départementales des syndicats d'exploitants agricoles (FDSEA),.
Au départ la lutte, quoique très locale, était déjà très diverse. Outre les paysans implantés depuis des générations et à qui « on va prendre la terre de leurs parents, de leurs grands-parents », se trouvaient là les nouveaux exploitants agricoles, plus jeunes, parfois très endettés au Crédit Agricole depuis leur projet d'installation . Bien que les désaccords entre eux soient nombreux, beaucoup sont membres de la Jeunesse agricole catholique (JAC) devenu Mouvement rural de jeunesse chrétienne ou/et de la FDSEA. Léon Maillé, 25 ans à l'époque, raconte : « j'étais un paysan ordinaire : je votais à droite, j'allais à la messe, j'étais un indigène, pure souche ! ». Les institutions catholiques locales deviendront un soutien qui rassemblera les gens : le 7 novembre 1971, l'évêque de Rodez prend position contre l'extension du camp.
Malgré les divergences, 103 paysans, sur 108 concernés, signent un accord entre eux, le 28 mars 1972, selon lequel ils resteront solidaires dans leur lutte et que « pas un agriculteur ne sera chassé contre son gré… ». C'est le « serment des 103 » appelé aussi « pacte des 103 ». Pour la fête nationale, le 14 juillet 1972, 20 000 personnes et 70 tracteurs manifestent à Rodez.

### Rassemblements duRajal del Gorp

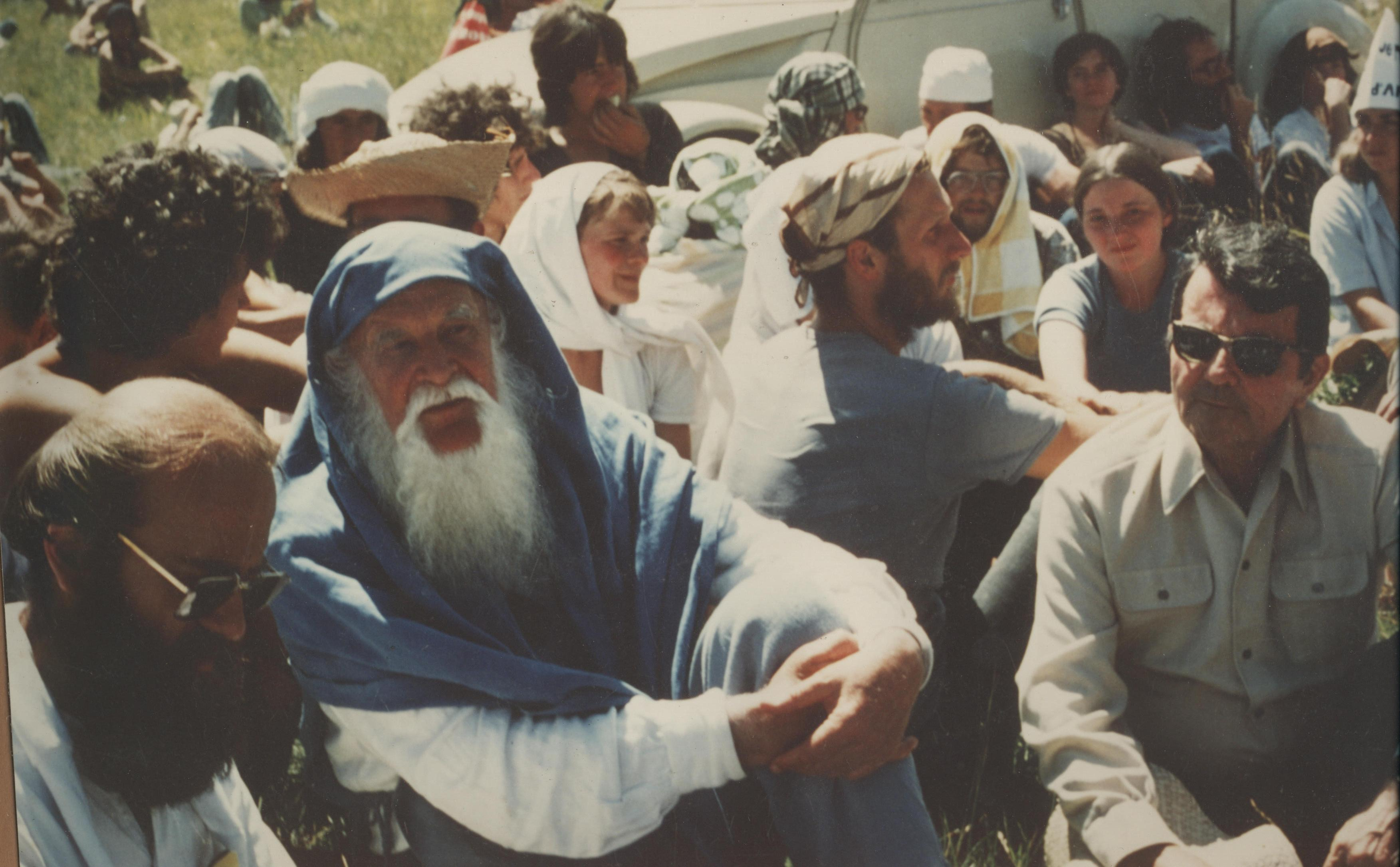
Jean-Marie Muller, Lanza del Vasto, Jacques Pâris de Bollardière sur le plateau du Larzac.

Aux paysans vont bientôt s'ajouter des militants de tous bords, séduits par le volet antimilitariste de la contestation, en premier lieu desquels des gauchistes, des maoïstes, des ouvriers et des syndiqués de la CFDT, alors proche de la deuxième gauche auto-gestionnaire.
Le seul parti représenté est le Parti socialiste unifié (PSU), lui aussi membre de la deuxième gauche, ainsi que quelques représentants de la Ligue communiste, trotskyste. Des nationalistes occitans sont également présents pour protester contre un « génocide culturel de l'Occitanie par le colonialisme intérieur ». L'Association de sauvegarde du Larzac et de son environnement, créée en 1971 et présidée par l'instituteur de Nant à la retraite, Henri Ramade, revendique toutefois son caractère «apolitique».
Ensuite, « les chevelus, marginaux et hippies de tout poil », éloignés des partis et syndicats, vinrent grossir les rangs de la protestation. La présence de Mouvement pour le Désarmement, la Paix, la Liberté (MDPL), qui prônait l'amour libre, et de nombreuses femmes seins nus, conduisit à un choc culturel important avec les paysans, chrétiens pratiquants d'alors.
Le Larzac s'est ainsi inscrit dans la révolution sexuelle en France puisque de nombreuses féministes (dont le Mouvement pour la liberté de l'avortement et de la contraception — MLAC — qui effectue un tour de France en caravane et arrive sur le plateau le 16 août 1974) prirent part à la résistance. Ceci conduisit à certaines critiques : ainsi, Michel Castaing, titra dans Le Monde du 25 août 1973 : « Le Larzac, vitrine de la contestation ».
Ce ralliement de personnes de sensibilités différentes fut à son comble pour un rassemblement le 25 et 26 août 1973 au lieu-dit Rajal del Gorp (« Source du Corbeau » en occitan rouergat), un cirque naturel dolomitique au nord-ouest de La Cavalerie, et la marche sur le Larzac organisée par les Paysans-travailleurs. Entre 60 000 et 100 000 personnes (cette dernière estimation selon les organisateurs) venant d'un peu partout en France et en Europe convergèrent pour la première fois vers le Larzac. Outre la présence de nombreux orateurs, on remarquait celle de représentants des luttes révolutionnaires au Chili et en Grèce, le premier encore gouverné pour quelques jours par Salvador Allende et le second étouffant sous la chape de plomb de la dictature des colonels (1967-1974), ainsi que d'Italie, alors plongée dans les années de plomb. Enfin, deux représentants de l'Armée républicaine irlandaise (IRA) proclament leur solidarité, « quels que soient les moyens choisis », avec les paysans du Larzac. Un militant réunionnais s'en prend à la politique française dans les départements et territoires d'outre-mer. Lors de cette manifestation, la présence policière était minimale, avec seulement un hélicoptère de la gendarmerie survolant le rassemblement.

« La France ne se mobilise pas pour savoir si la nationale 9 sera ou non sous le tir des canons trois mois par an et 325 tonnes de roquefort sacrifiées. 80 000 personnes ne se rassemblent pas d’un peu partout sur le Larzac par œcuménisme vague ou par charité chrétienne : elles se rassemblent parce que les 14 000 hectares convoités par l’armée sont le lieu de représentation d’un débat philosophique fondamental, parce qu’en cette affaire, c’est d’eux-mêmes qu’il s’agit, de leur avenir, du monde où ils veulent vivre »

— Michel Le Bris, auteur de Les Fous du Larzac (1975)
Un an plus tard, le 17 et 18 août 1974, encore plus de monde se mobilise pour la seconde édition du Rajal del Gorp : plus de 100 000 personnes (selon les organisateurs) se rendent sur le plateau pour une fête des moissons intitulée « Moisson Tiers-monde ». Lors de cette manifestation, le premier secrétaire du PS, François Mitterrand, se fait « caillasser » par des militants maoïstes (et des agents provocateurs en civil) qui contestaient sa présence.
Le 13 et 14 août 1977 se déroula un nouveau rassemblement d’environ 50 000 personnes (selon les organisateurs) au Rajal del Gorp, suivi d'un défilé d’une centaine de tracteurs sur lesquels prennent place des appelés du contingent, cagoulés et en uniforme (comités de soldats).
Ayant lieu en été, ces grands rassemblements non violents prenaient des allures de festivals, même si l'accent était davantage à la protestation qu'à la fête. Il y eut quelques concerts ou bœufs comme celui de Graeme Allwright au hameau de Montredon (commune de La Roque-Sainte-Marguerite) en 1973, qui créa plus tard une chanson intitulée Larzac 1975. De par leur ampleur, ces rassemblements ont eu un impact important dans les contre-cultures des années 1970 en France et en Europe. José Bové parlera de « Woodstock français ».

### Marches vers Paris
Le 25 octobre 1972, un troupeau de soixante brebis est conduit par des paysans du Larzac sur les pelouses du Champ-de-Mars à Paris, en prétextant aux gendarmes mobiles qui les interrogent un tournage publicitaire pour le Roquefort.
À la suite de la signature du décret déclarant d'utilité publique 13 500 hectares du causse du Larzac par le préfet de l'Aveyron, Georges Badault, le 26 décembre 1972, le collectif décide de monter vers Paris. La marche débute le 7 janvier 1973 et fait halte à Rodez, Saint-Flour, Clermont-Ferrand, Nevers et Orléans pour rencontrer les comités d'accueil, tenir des meetings et des conférences de presse afin d'éviter l'expulsion. La marche rencontre des difficultés à cause d'interdictions de manifester décrétées dans chaque ville du parcours. Au départ équipés de 26 tracteurs, ils seront bloqués, après une semaine de marche, à Orléans par les CRS. Alors que la FDSEA en la personne de Raymond Lacombe (président de la section aveyronnaise) voulait renoncer devant la mise en demeure policière, Bernard Lambert, un ancien député MRP, qui incarne le courant Paysans-Travailleurs proche du PSU, va trouver de nouveaux tracteurs prêtés par des paysans des environs d'Orléans afin que la marche des « 26 du Larzac » puisse arriver à son terme, à Paris.
Une nouvelle marche est organisée le 2 décembre 1978 où 18 paysans ont marché 710 km en 25 étapes depuis le Larzac. Ils furent soutenus tout le long du trajet par des paysans de la FDSEA et des riverains qui les hébergent. À leur arrivée, 40 000 personnes défilent aux portes de Paris, le centre-ville étant bloqué par les CRS : ce sera la plus grande manifestation de l’année. Un succès malgré la présence de provocateurs en civil. Surtout, les paysans, accompagnés du jeune député PS de Paris, Paul Quilès, obtiennent de leur entretien avec le candidat à la présidentielle Mitterrand la promesse de « ne pas les oublier » qui se révélera décisive pour la conclusion de leur lutte.
Le 27 novembre 1980, 74 membres de plusieurs familles du Larzac, montés pour une action sous la tour Eiffel, campent sur le Champ-de-Mars. Expulsés au bout de cinq jours, ils continuent leur séjour sur une péniche prêtée par la commune de Conflans-Sainte-Honorine jumelée avec Costeraste (un lieu-dit où se trouve une ferme sur le Larzac). Cette campagne de jumelage a débuté en 1979 : ainsi 14 municipalités de l’Hexagone sont jumelées avec des fermes du plateau :
- Montpellier / Saint-Sauveur (Nant),
- Grenoble / Cavaliès (La Roque-Sainte-Marguerite),
- Villeneuve-d'Ascq / Montredon (La Roque-Sainte-Marguerite),

### Désobéissance civile

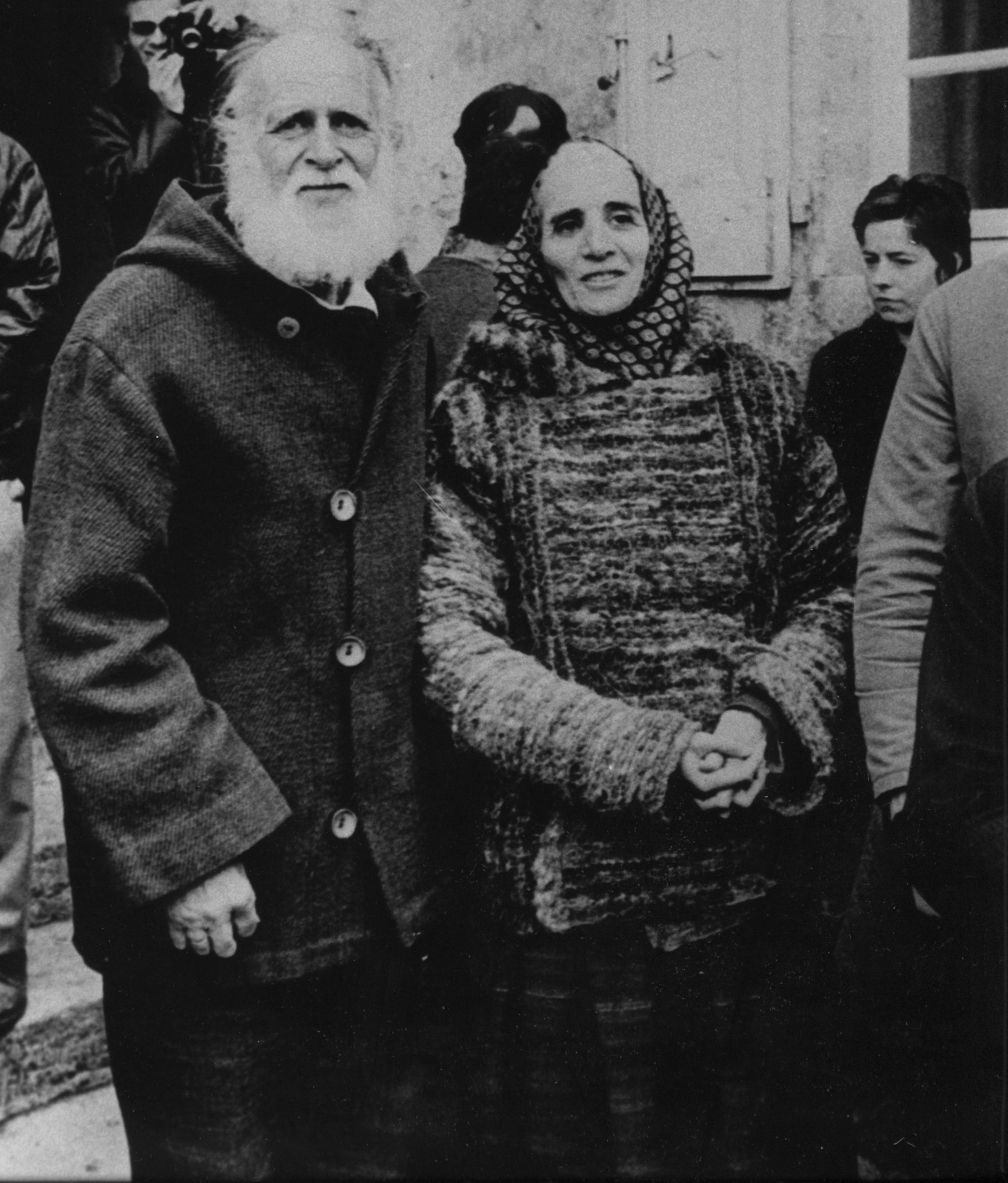
Lanza del Vasto et sa femme Chanterelle au moment de sa grève de la faim.

Le 19 mars 1972, le fondateur de la Communauté non violente de l’Arche située dans l’Hérault à proximité du Larzac, Lanza del Vasto, âgé de 75 ans, commence une grève de la faim de 15 jours à La Cavalerie, sur le Larzac. À ce jeûne sont associés des paysans, des habitants de Millau et les évêques de Montpellier et de Rodez.
La bergerie du lieu-dit La Blaquière (commune de Millau) a aussi fait date dans l'histoire du Larzac. L'éleveur de brebis Auguste Guiraud avait une bergerie de pierre en ruine sur sa propriété de laquelle il devait être exproprié. Il décide d'en construire une nouvelle avec l'Association pour la promotion de l'agriculture sur le Larzac (APAL) pour pérenniser son élevage et réaliser un coup médiatique. Ils posent la première pierre le 10 juin 1973 et construisent la bergerie conformément au plan d'occupation des sols en vigueur mais sans permis de construire officiel. De nombreux bénévoles viennent prêter main-forte à la famille, et l'APAL décide de donner à certains cinq francs la journée comme salaire. Malgré de nombreux conflits entre les travailleurs et les éleveurs, la construction de la bergerie est finalement terminée le 3 février 1974 et inaugurée le 16 février.
Une affiche « Ne payez pas vos impôts comme des moutons » invite à soustraire au moins trois pour cent de ses impôts au bénéfice de la résistance des paysans à l’extension du camp. En six ans, plus de cinq mille personnes versent ainsi leur contribution à l'Apal,.
Pour changer l'image d'un « Larzac peuplé de quelques vieux paysans », une école est ouverte sur le plateau le 4 octobre 1973. Les écoliers locaux, qui devaient auparavant se rendre à Millau, y ont été scolarisés.
Christian de La Malène, député gaulliste UDR de Paris, acquiert en 1966 le domaine de Baylet, d'une superficie d'environ 270 hectares, dont la majeure partie sera incluse dans le périmètre prévu pour l'extension du camp militaire du Larzac. Les paysans qui refusent l'extension sous-entendent là une volonté de spéculation. Publiquement, en 1973, ils labourent et ensemencent les terres. Cette action collective « doit être interprétée comme la volonté de mettre en valeur une terre laissée inculte », déclare le Comité des paysans,.
Durant tout le conflit, de nombreux militants et sympathisants achètent – sous forme de parts non rémunérées – de petites parcelles des terres visées par les expropriations. De 1973 à 1981, 3 500 militants se sont approprié 6180 parts. Il s'agissait de compliquer le processus d'expropriation par le fait que chaque propriétaire devait légalement signer pour rendre celle-ci effective, et certains de ces propriétaires habitaient à l'étranger.

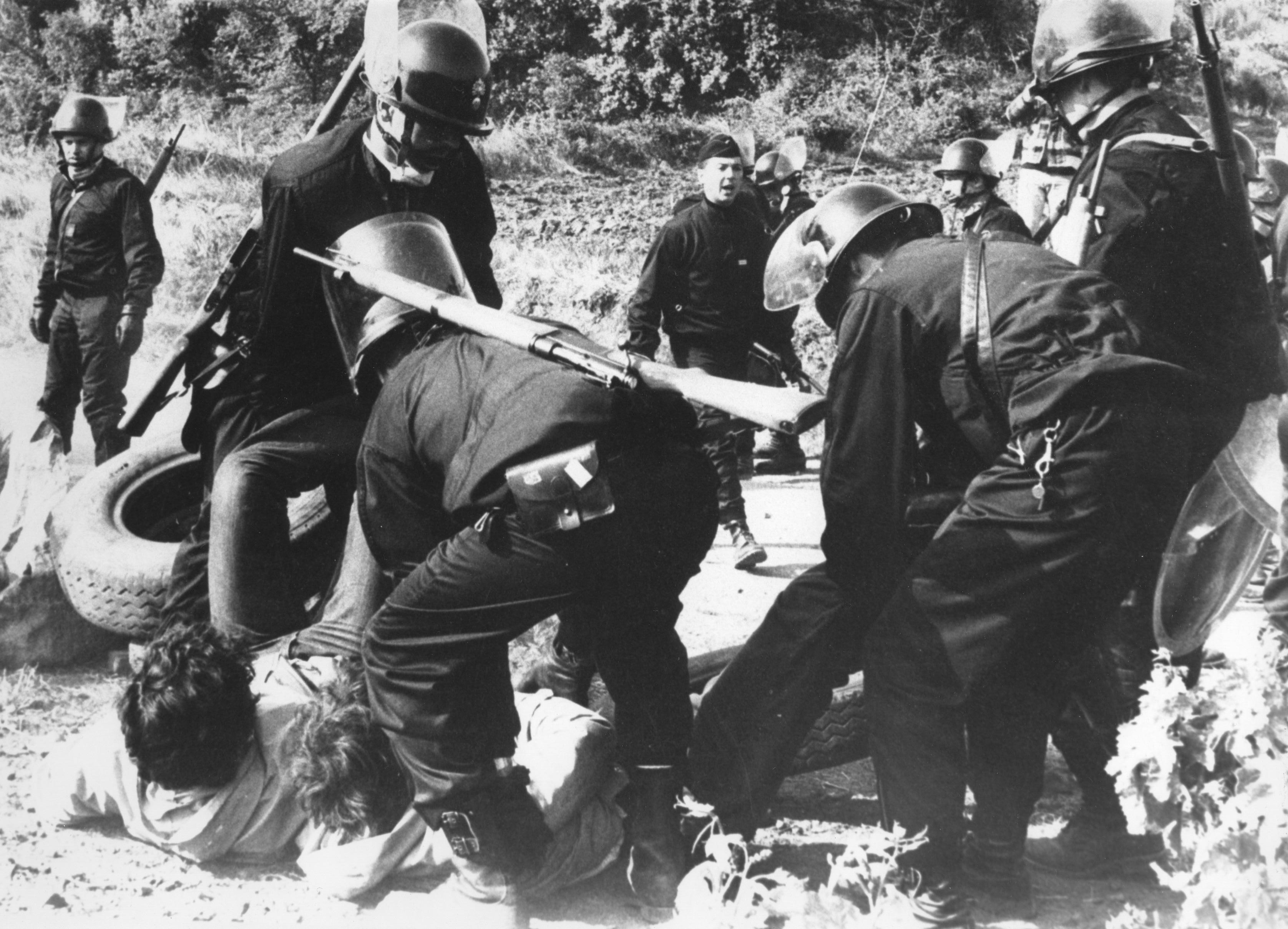
Gendarmes mobiles en action au Larzac.

Le 22 juin 1976, 22 militants et paysans s'infiltrent dans le camp militaire pour y détruire 500 dossiers relatifs à l'enquête parcellaire avant expropriation. Après leur action, les militants sont arrêtés sur place et traduits le lendemain en justice au tribunal de Millau. Ils y sont condamnés à des peines allant de six mois de prison avec sursis à trois mois ferme. Le 3 juillet, plusieurs paysans sont libérés et leurs peines sont suspendues pour trois mois pour cause de sécheresse. Les autres condamnés sont mis en liberté provisoire le 20 juillet. La peine maximum effectivement purgée n'aura été que de trois semaines.
Le 21 octobre 1977, de nombreux procès ont lieu à Millau contre les paysans du Larzac pour insoumission, renvoi de livrets militaires, entrave à la circulation, etc. Au cours du procès, un troupeau de brebis est introduit dans le tribunal.
De septembre à décembre 1978, la préfecture signe les arrêtés d’expropriation des terrains de 14 communes. En riposte 150 tracteurs agricoles et 5 000 personnes vont labourer les terrains de l’armée.
En mai 1980, l’action de renvoi des papiers militaires commencée en 1972 continue et 1 030 livrets militaires sont déposés à Strasbourg à la présidence du Parlement européen ; 3 000 citoyens feront de même. Une nouvelle enquête parcellaire est ouverte en octobre 1980.

### Organisation du collectif

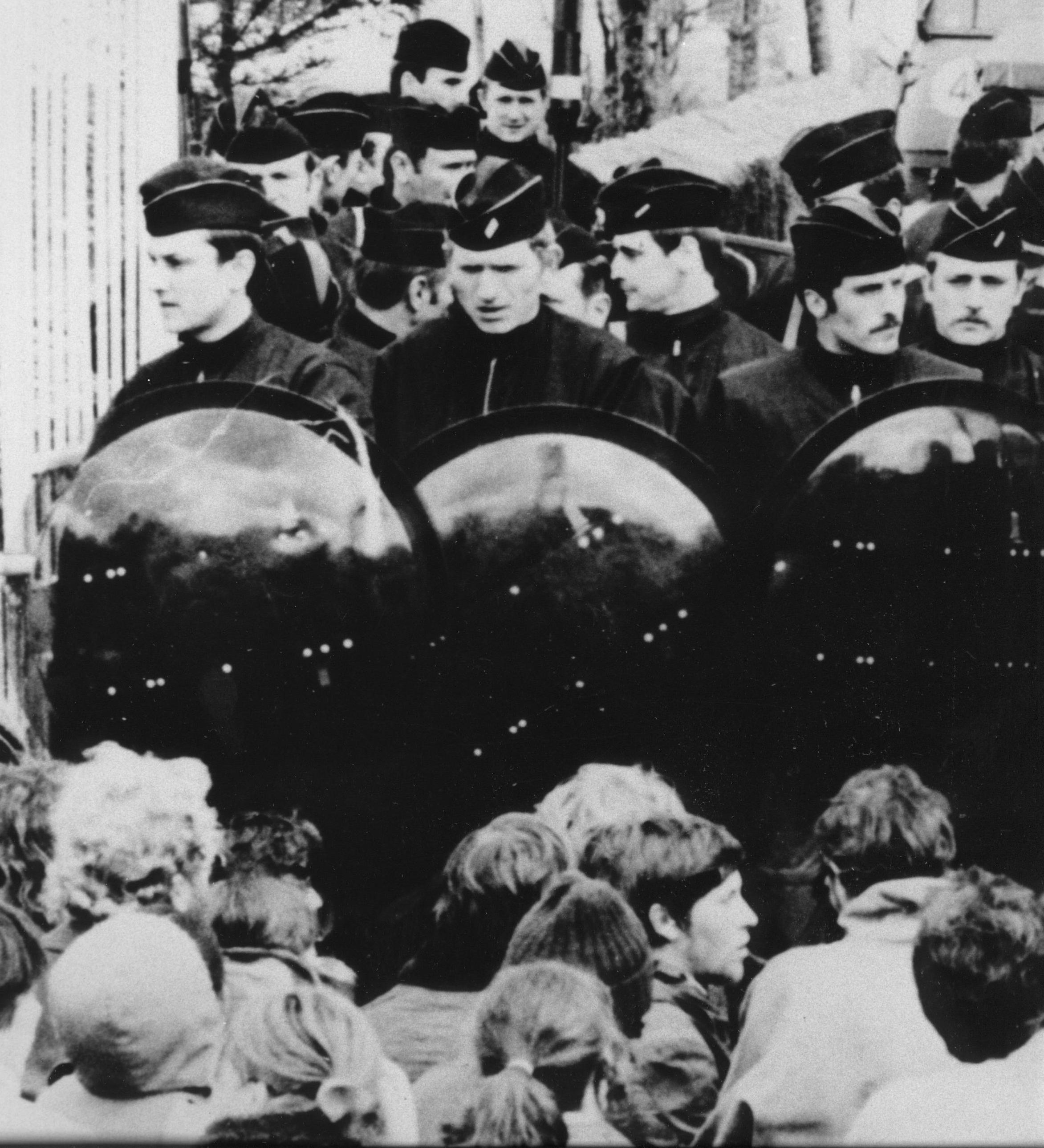
Gendarmes et manifestants au Larzac

L'organisation interne de la résistance avait à la base à sa tête un bureau formel. Quand les assemblées générales sont devenues de plus en plus fréquentes, un bureau composé de « quartiers » (Larzac-Est, Ouest, Nord, Sud et La Cavalerie) se retrouvait. Une règle à laquelle personne n'a dérogé pendant dix ans était que seuls les paysans et habitants du lieu avaient pouvoir de décision dans les assemblées générales. La prise de décision par consensus a aussi été appliquée pendant tout le conflit, à l'exception des procédures de négociation avec l'État en 1977 qui ont été faites démocratiquement. Les réunions étaient d'une fréquence d'au moins une fois par semaine pendant les dix ans.

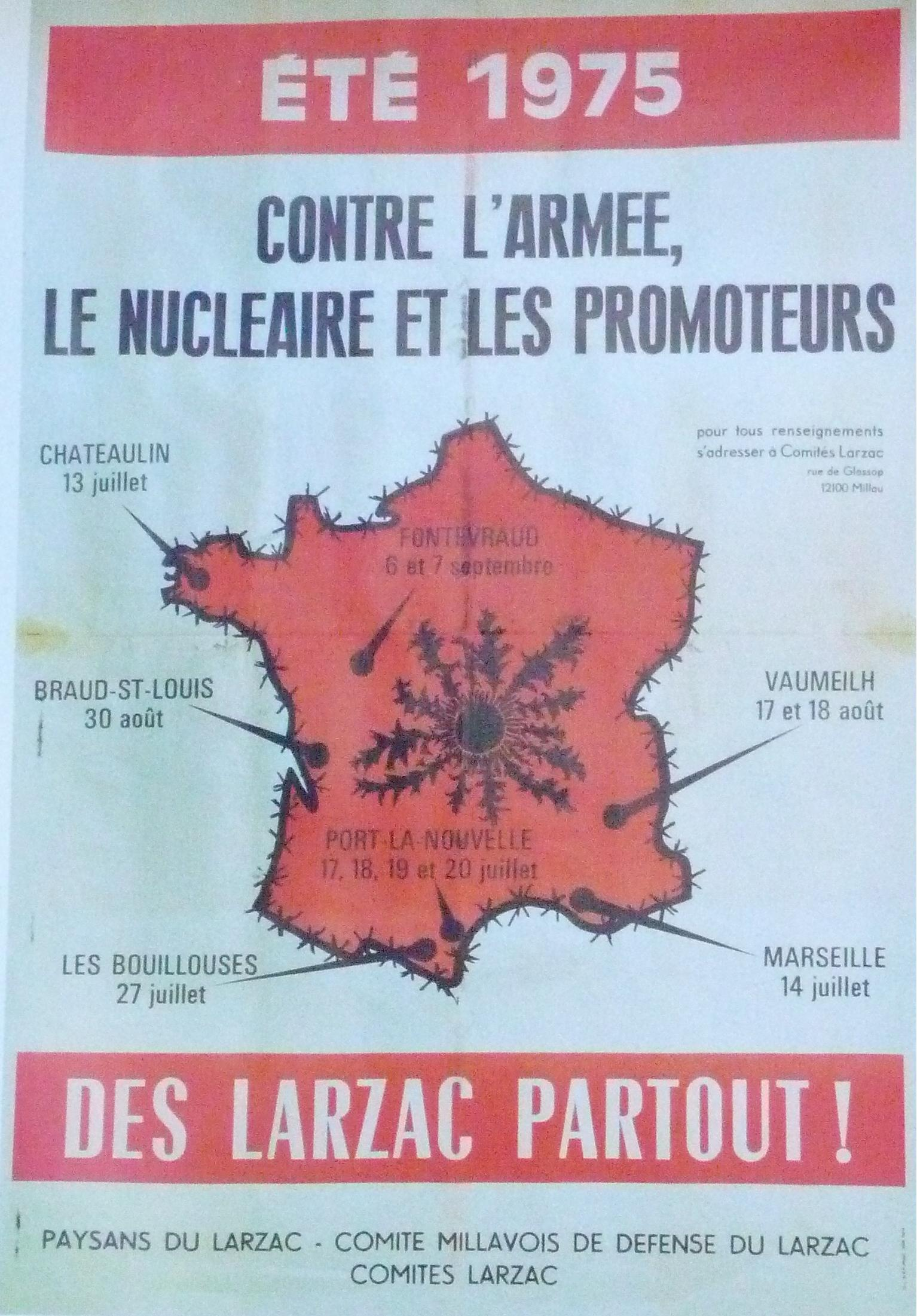
Affiche Des Larzac partout !

Le collectif a créé des liens avec d'autres actions de désobéissance civile en France sur le thème « Des Larzac partout ! ». En 1972 et 1973, des actions symboliques sont menées pour les ouvriers en grève à Millau. Une autre lutte contemporaine du Larzac sont les LIP de Besançon et les deux mouvements d'opposition se soutiendront réciproquement. En l'été 1975, ils apportent aussi leur soutien en faveur des paludiers des marais salants de Guérande.
Le collectif du Larzac soutiendra aussi la cause antinucléaire et soutiendra les résistances contre la construction de centrales à Braud et Saint-Louis en 1975. En 1980, une bergerie est construite sur le site du projet de centrale nucléaire à Plogoff et les larzaciens y acheminent trente de leurs brebis.
On compte 150 comités Larzac (coordinations locales de tous les mouvements militants qui relaient et diffusent les informations et organisent des manifestations locales) qui se créent en France et dans certaines villes européennes. Des porte-parole de ces groupes viennent tous les mois sur le plateau pour une réunion. Le 28 octobre 1978 se tient la journée nationale d’action organisée par les Comités Larzac : défilés, meetings, grèves de la faim mobilisent des dizaines de milliers de sympathisants. Jean-Paul Sartre, deux ans avant sa mort, enverra une lettre pour exprimer son soutien :

« Je vous salue paysans du Larzac et je salue votre lutte pour la justice, la liberté et pour la paix, la plus belle lutte de notre vingtième siècle. »

— Jean-Paul Sartre
Le 6 juin 1975 paraît le premier numéro du journal Gardarem lo Larzac. Il comptera bientôt 4 000 abonnés et sera la gazette de la résistance.
La lutte du Larzac a également une dimension occitaniste : défense de l'Occitanie culturelle et de sa langue qu'est l'occitan, parfois en demandant l'autonomie voire l'indépendance.
Des référendums locaux seront organisés dans les communes environnantes (Millau, Creissels, La Couvertoirade) en février 1979. De 88 à 95 % des électeurs votent « non » à l’extension du camp.
Dans l'été 1979, des centaines de travailleurs bénévoles passent une partie de leurs vacances sur le plateau pour y remettre en état les infrastructures (téléphone, voies de communication, bâtiments).

### Gain de cause
En mai 1980, la cour de cassation annule les 66 procédures d’expropriation. François Mitterrand est élu président de la République française le 10 mai 1981 et déclare durant le Conseil des ministres que le projet d'extension du camp militaire du Larzac est abandonné (conformément à sa promesse faite aux paysans larzaciens le 2 décembre 1978 à Paris). Ensuite, pour certains des 450 propriétaires impliqués, tout change de nouveau. Certains remboursent l'État français et récupèrent leurs biens, d'autres, très peu, demandent que l'expropriation aille à son terme. Une logique de spéculation s'était d'ailleurs produite dans les années 1970, favorisée selon l'avocat Jean-Jacques de Félice, par des milieux de droite et d'extrême-droite : des responsables politiques avaient acheté des terrains sur le Larzac sachant qu'ils allaient être expropriés, en prévoyant que l'expropriation allait multiplier par 10 la valeur des terrains qu'ils avaient achetés à bas prix. Finalement, il restera un solde de 6 300 hectares de terres et bâtiments acquis définitivement par l'État. Cette unité foncière à vocation agricole est alors un cas unique en France parce que d'un seul tenant. Les terres n'ont jamais cessé d'être exploitées durant la lutte que ce soit par les 103, ou par les agriculteurs squatteurs.
Dès l'abandon du projet d'extension, les paysans étudient un moyen juridique pour la gestion des 6 300 hectares tout en favorisant les nouvelles installations agricoles au lieu de l'agrandissement usuel des fermes existantes. Il prend la forme d'une Commission intercantonale pour l'aménagement foncier du Larzac (CIAF) et d'une Commission Communale d'Aménagement Foncier (CCAF), créées en février 1982 dans chacune des douze communes. Ces commissions choisissent des candidats à l'agriculture portant des projets nécessitant une grande main-d'œuvre, dans le but d'accroître la population et d'amplifier la vie sociale.
Elles permettent le dénombrement des terres disponibles, la répartition et leur classement agronomique. Le rythme de travail est d'une réunion tous les mois. 2 800 hectares seront donnés à de nouvelles exploitations. Cela débouchera sur 22 exploitations nouvellement créées en plus du maintien des 103. Des échanges de terres entre paysans ont aussi lieu, créant des îlots cohérents autour des sièges d'exploitation existants avant la lutte. Durant environ 2 ans, la discussion reste collective avec toujours cet esprit de groupe.

#### Création de la Société civile des Terres du Larzac (SCTL)
Puis, après une réflexion commencée en décembre 1982, ce Larzac que Bernard Lambert, mort le 25 juin 1984, appelait le « laboratoire foncier » se concrétise véritablement le 3 janvier 1985 avec la création de la Société civile des Terres du Larzac (SCTL) dans un but de gestion des terres du Larzac par un organisme indépendant du pouvoir d’État.
Le conseil de gérance, composé de 11 membres, assume les charges, les impôts fonciers, le lien avec la MSA, etc. Le 29 avril 1985, les 6 300 hectares de terres et bâtiments sont confiés par l'État français à la SCTL par bail emphytéotique de 60 ans.
Depuis, la SCTL continue de gérer le territoire resté agricole du projet avorté d'extension du camp militaire du Larzac. Progressivement s'est posée la question de la reconduction du bail au terme des soixante années écoulées car les investissements sont lourds pour un nouvel installé dans l'agriculture et la génération de la Lutte voit sa retraite arriver. Le ministre de l'agriculture Stéphane Le Foll a signé le 17 juillet 2013, avec trois des gérants de la société civile des terres du Larzac, le prolongement du bail emphytéotique jusqu'en 2083. Cet événement a donné lieu à des heurts entre la gendarmerie et certains membres de la SCTL d'un côté et des personnes des comités ZAD (zone à défendre) aveyronnais qui souhaitaient que soit posée à cette occasion au ministre la question du projet d'aéroport de Notre-Dame-des-Landes, autre lieu de lutte symbolique. Cet événement symbolise pour certains la fracture entre l'ancienne génération de LA lutte (celle contre le camp militaire) et la nouvelle qui aspire à en mener d'autres.
Quant au camp militaire du Larzac, créé en 1902, étendu sur 3 000 hectares, la fermeture envisagée dans les années 2010 n'est pas décidée . En 2015 de nouvelles oppositions de la population locale ont lieu contre l'installation d'un régiment de la Légion étrangère.

## Postérité
Alors que la lutte a commencé par une mobilisation notabiliaire et proche d'une réaction dite de « nimby » d'une élite locale, les fabricants de Roquefort, elle a pris rapidement une grande ampleur. Selon Sylvie Ollitrault, directrice de Recherche au CNRS-Science Politique, elle est même devenue « fondatrice de l'identité des mobilisations écologistes françaises et a fait écho aux registres d'action des écologistes œuvrant à un niveau international ». 
La revue Gardarèm lo Larzac (« Nous garderons le Larzac » en occitan), qui paraît régulièrement depuis 1975, est devenue ainsi un symbole du mouvement altermondialiste français. Le mouvement a aussi contribué à populariser des figures de proue comme Lanza del Vasto, fondateur des Communautés de l'Arche et fortement inspiré par la spiritualité chrétienne, ou Guy Tarlier et, a posteriori, José Bové.
La teneur de la Loi montagne a été inspirée par les luttes sociales en région de montagne, notamment la lutte du Larzac.
En septembre 1985, des paysans du Larzac offrent symboliquement des terres et une caselle à la communauté kanake représentée par Jean-Marie Tjibaou, leader du FLNKS.
Pour le 30e anniversaire de la mobilisation, en août 2003, est organisé au même endroit un forum social qui réunit plusieurs centaines de milliers de personnes.
Plusieurs paysans et personnalités du Larzac contribuent via la Confédération paysanne aux actions syndicales agricoles ou/et aux mouvements de désobéissance civile altermondialiste en France, comme le démontage du McDonald's de Millau, la lutte anti-OGM via Faucheurs volontaires ou, plus récemment, les controverses sur le gaz de schiste qui concernent le pays larzacien.
Au XXIèe siècle, la lutte du Larzac est une référence historique pour de nombreux zadistes, notamment ceux de la ZAD à Notre-Dame-des-Landes, qui disent largement s'en inspirer,,, soutenus par une partie des paysans et personnalités larzaciennes. Le mouvement occitaniste ayant pris part intégrante à la lutte du Larzac, de nombreuses chansons en occitan traitent de ces événements.

### Tourisme
La ligne de chemin de fer que l'armée a abandonnée en 1981 avec le projet de camp a été recyclée en mode de tourisme durable par le vélorail du Larzac. Son parcours reprend ainsi l'ancienne ligne de chemin de fer reliant Tournemire (Aveyron) à Le Vigan (Gard), qui passe  par la gare de Sainte-Eulalie-de-Cernon, sur le modèle du périple transibérien à vélorail, effectué par l'ouvrier français Lucien Péraire en 1930, reliant Irkoutsk par les voies du trans-sibérien sur une bicyclette modifiée au Tatarstan.

## Slogans
- Volem viure e trabalhar al païs[60] (« Nous voulons vivre et travailler au pays » en occitan)
- Gardarem lo Larzac (« Nous garderons le Larzac » en occitan)
- Faites labour, pas la guerre (clin d'œil au Faites l'amour, pas la guerre)
- Des moutons, pas des canons
- Debré ou de force, nous garderons le Larzac
- Le blé fait vivre, les armes font mourir
- Ouvriers et paysans, même combat

## Archives
- Fonds : Larzac (1971-1983) [75 affiches]. Collection : Affiches; Cote : AFN006A 01 à 75. Nanterre : La contemporaine (présentation en ligne).

### Filmographie
- 1974 : Gardarem lo Larzac de Dominique Bloch, Isabelle Lévy et Philippe Haudiquet, film documentaire
- 1974 : Tous au Larzac 73-74, film réalisé durant les rassemblements de 1973 et 1974, tourné par Cinéma politique, 32 min, n/b [voir en ligne (page consultée le 28.9.2015)].Les inter-titres sont rédigés en français et en allemand.
- 1978 : Les Bâtisseurs / Larzac 75-77 de Philippe Haudiquet
- 1979 : Le noir printemps des jours, de Serge Poljinsky
- 1979 : Paysannes, de Gérard Guérin
- 2003 : La Lutte du Larzac de Philippe Cassard, film documentaire
- 2011 : Tous au Larzac de Christian Rouaud, film documentaire
- 2021 : Le Serment des 103 de Véronique Garcia, film documentaire